# Matt Weinberg
Matthew Phillip Weinberg (Encino, Los Ángeles, California; 13 de julio de 1990) es un actor de voz americano. Es el hermano mayor de Mike Weinberg.

## Filmografía
- The Benchwarmers (2006) - voz de Kyle
- El Rey León III (2004) - voz de joven Simba
- The O'Keefes (2003) serie de televisión - voz de Mark O'Keefe
- Haunted Lighthouse (2003) - voz de Mike
- Quién es tú papá? (2003) - voz de niño de 8 años
- The Hot Chick (2002) - voz de «Booger» Spencer
- Chico Mal (2002) - voz de Dawg de 7 años
- Mackleroy de Grande y Malo (2002) - voz de Chico de Sopa
- ER (2002) - voz de Douglas Leeman en «Beyond Repair»
- FreakyLinks - voz de Sam Lowe en «The Final Word» y «Me and My Shadow»
- Touched by an Angel (2001) - voz de Mickey en «I Am An Angel»
- The Last Dance - Voz de Alex Hope
- X-Men (2000) - voz de Tommy
- Una Hija Estadounidense (2000) - voz de Nicolás
- Spooky House (2000) - voz de Max
- Chicken Soup for the Soul' (1999) - voz en «Del Corazón»
- Friends (1999) - voz de Raymond en «The One Where Rachel Smokes»
- Eli's Theory (1999) - voz de Eli
- Elena (1998) - voz de Jack en «Hospital»